# 劉嗣美
劉嗣美，生卒不詳，字心周，號爾涵，河南省開封府陳留縣（今河南省開封縣）人，清朝政治人物、進士出身。
順治六年，登進士三甲二三九名，改庶吉士。順治八年，任山東道監察御史、山西巡按御史。后改湖廣布政使司右參議，分守荊西道。